# Melchor Ocampo (Guerrero)
Melchor Ocampo es una localidad del estado mexicano de Guerrero. Es parte del municipio de Alcozauca de Guerrero.

## Toponimia
El nombre de la localidad rinde homenaje a Melchor Ocampo, pensador liberal del siglo XIX.

## Demografía
| Gráfica de evolución demográfica |
|                                  |

| Censo | Población |
| ----- | --------- |
| 1950  | 457       |
| 1960  | 450       |
| 1970  | 511       |
| 1980  | 642       |
| 1990  | 721       |
| 2000  | 865       |
| 2010  | 1 008     |
| 2020  | 1 122     |